# 864

## Nașteri
- Simeon, țar al Bulgariei din 893 (d. 927)

## Decese
- 24 februarie: Ennin  (n. 793)
- dată necunoscută: Sergiu I de Neapole  (n. ?)